# Bystrzejowice Pierwsze
Bystrzejowice Pierwsze (prononciation [bɨstʂɛjɔˈvit͡sɛ ˈpjɛrfʂɛ]) est un village de la gmina de Piaski du powiat de Świdnik dans la voïvodie de Lublin, situé dans l'est de la Pologne.

## Histoire
De 1975 à 1998, le village est attaché administrativement à l'ancienne voïvodie de Lublin.

Depuis 1999, il fait partie de la nouvelle voïvodie de Lublin.

## Personnalités liées au village
- Jan Ludwik Popławski, journaliste et homme politique, y est né.